# Quique Morales
Quique Morales (Pontevedra,) es un reportero y presentador de televisión español. Es también guionista y trabaja en el desarrollo de formatos y eventos a través de su productora Ideasatópicas.

## Biografía
Es licenciado en  Publicidad y Relaciones Públicas por la Facultad de Comunicación y Ciencias Sociales de Pontevedra de la Universidad de Vigo.
Comenzó a trabajar en la radio, tras ganar un concurso de los 40 Principales. Tenía sólo catorce años.
Mientras estudiaba la carrera, colaboró con la tele local de Pontevedra, donde estuvo hasta que llegó a la Radio Galega .En esa emisora, durante cinco años, presentó y dirigió todo tipo de programas. De la radio saltó a la Televisión de Galicia (TVG) donde recorrió todas las ciudades y pueblos trabajando como reportero para las conexiones en directo de los informativos y programas de la cadena. Ha colaborado en numerosos magacines de la TVG y llegó a compaginar radio y televisión.
Hasta que en el 2005, Ricardo Medina -entonces director de España Directo- le ofrece ser reportero del programa en la delegación del noroeste peninsular -Asturias, La Coruña, León, Lugo, Orense y Pontevedra. Además ha sido uno de los reporteros de cocina del programa, alternando este puesto con el de reportero de actualidad desde Galicia.
En junio de 2010 se incorpora a Antena 3, como reportero del programa "Maneras de Vivir".
En octubre de ese año regresa al programa de la Primera, iniciando esta segunda etapa en España Directo como uno de los reporteros que viaja por todo el país contándo las mejores historias de cada día.
En 2011, al acabar España Directo, Quique se incorpora a Cuatro como reportero del programa "Qué Quieres Que te Diga" hasta que éste finaliza en octubre de ese mismo año. De ahí, vuelta a Antena 3, dónde, con la productora Vert-e realiza diferentes programas para Castilla-La Mancha Tv como "Encantados de conocerte" o " Castellano Manchegos por el mundo". En septiembre de 2012, Quique regresa a la Televisión de Galicia para presentar " A Revista da Tarde" un magacine informativo que se emite a partir de las siete de la tarde.
Será hasta junio del año siguiente. En agosto de 2013, nuevo reto profesional. Es uno de los reporteros elegidos para poner en marcha "Entre todos", un programa solidario para las tardes de TVE que permanece en antena hasta la temporada 2014. Ese año, en diciembre entra en el equipo de "Mas Vale Tarde" en La Sexta, el programa de actualidad de referencia en las tardes de la televisión en España. En 2017 se incorpora como subdirector y colaborador al programa “Vivan as Tardes” de la Televisión de Galicia.
En 2018 se emite "Imos Indo" en la Televisión de Galicia, un programa de entrevistas que se realizan en entornos naturales a personajes gallegos que acompañan a Quique en cada etapa. Y también este año se convierte en colaborador de la Radio Galega con una sección semanal: " a felicidade en pequeno" que invita a descubrir experiencias felices cotidianas.
"Carretera y Manta" fue otro de los programas en los que participó en la temporada 2019, en la Sexta. Un camión-plató que recorrió España dando voz a denuncias sociales. Al acaba la primera temporada, en marzo de ese año, se incorpora al programa "Liarda Pardo" , también en laSexta.
En septiembre de 2020 abandona "Liarla Pardo" para volver a la TVG y ostentar el cargo de subdirector del programa "Quen anda aí?", que después dirigirá en su versión de fin de semana y verano. Durante esta temporada se emite "Desmontando Galicia" y "Desmontando Madrid" dos programas en los que se encarga de la locución y del guion y en abril de 2022 se estrena "Tupper Club" programa que dirige para la Televisión de Galicia